# Заиюльев, Николай Николаевич
Николай Николаевич Заиюльев (1 ноября 1906 — 25 сентября 1986) — советский офицер, отличившийся в боях на Халхин-Голе (командир батальона 603-го стрелкового полка 82-й мотострелковой дивизии, 1-я армейская группа). Участник Великой Отечественной войны. Герой Советского Союза (29.08.1939). Генерал-майор (1949).

## Молодость и начало военной службы
Родился 1 ноября 1906 года в селе Заполички (ныне Верхнеднепровского района Днепропетровской области) в семье рабочего. Жил в Кировоградской области Украинец. Рано остался сиротой. Член ВКП(б) с 1927 года. С октября 1924 года работал на шахте № 3 Гришинского рудоуправления в Артёмовском округе, с декабря 1927 — слесарем на заводе имени Г. И. Петровского в Днепропетровске. В 1928 году окончил совпартшколу, позже работал учителем, в 1928 году становится заведующим отделом агитационно-пропагандистской работы Днепропетровского обкома комсомола.
В войсках ОГПУ с сентября 1928 года. Служил в 41-м Нахичеванском пограничном отряде пограничных войск ОГПУ СССР в Закавказье: красноармеец эскадрона при штабе отряда, красноармеец на пограничной заставе Мегринской пограничной комендатуры на иранской границе. Участвовал в ликвидации мусаватистских и дашнакских банд, а также против уголовного бандитизма в районе города Джульфа. В одном из боёв в 1929 году был ранен.
С сентября 1930 по ноябрь 1933 года обучался в Закавказской пехотной школе имени 26 Бакинских комиссаров. После окончания школы переведён из пограничных войск ОГПУ в Красную Армию и продолжил службу командиром взвода 108-го Белорецкого Краснознамённого стрелкового полка 36-й стрелковой дивизии Забайкальской группы войск Особой Краснознамённой Дальневосточной армии (ОКДВА), в этом полку прошёл по служебной лестнице ступени командира взвода, командира роты, начальника снайперской команды, адъютанта старшего батальона. В конце 1935 года ему присвоено воинское звание старший лейтенант. С октября 1938 года служил в 149-м мотострелковом полку 36-й мотострелковой дивизии: адъютант старший батальона, помощник командира батальона по строевой части, командир батальона. В начале 1939 года ему присвоено воинское звание капитан.

## Бои на Халхин-Голе
Командир батальона 149-го мотострелкового полка, назначенный за отличия в боях в июле 1939 года командиром 603-го стрелкового полка 82-й мотострелковой дивизии, (1-я армейская группа) майор Заиюльев Николай в мае — августе 1939 года участвовал в боях у реки на Халхин-Гол и проявил там выдающуюся отвагу. Особо отличился в боях июня и июля 1939 года на плацдарме за рекой Халхин-Гол, когда японцы несколько раз попытались ликвидировать этот плацдарм. Входя со своим батальоном в состав 149-го мотострелкового полка майора И. М. Ремизова, неоднократно поднимал бойцов в штыковую атаку. Во время одной из них со взводом бойцов разгромил группу японских милитаристов.

 «Партии Ленина — Сталина и социалистической Родине предан. В прошлом участник боёв на Афганской границе. В боях с японскими самураями держит себя смело, храбро, выдержанно. Неоднократно с подразделениями своего батальона (будучи командиром батальона 149-го сп) ходил в атаку. В одной из атак со взводом лейтенанта Морозова, Заиюльев организовал разгром группы самураев в количестве 24 чел., взводом уничтожено 23 чел. Как лучший авторитетнейший командир батальона тов. Заиюльев назначен командиром 603-го сп 82-й стрелковой дивизии». — Из представления к званию Героя Советского Союза майора Н. Н. Заиюльева, командира 603-го стрелкового полка 82-й стрелковой дивизии
Указом Президиума Верховного Совета СССР от 29.8.1939 за образцовое выполнение заданий командования в борьбе против японских милитаристов и проявленные при этом мужество и героизм Николай Николаевич Заиюльев был удостоен звания Герой Советского Союза с вручением ордена Ленина и медали «Золотая Звезда».
Был ранен в рукопашной схватке. После завершения боевых действий командовал тем же полком в Монголии до декабря 1940 года, когда его направили на учёбу.

## Участие в Великой Отечественной войне
В 1941 окончил Высшие стрелково-тактические курсы усовершенствования офицерского состава пехоты «Выстрел». Участник Великой Отечественной войны с июля 1941 года. Ещё 27 июня был назначен командиром 898-го стрелкового полка 245-й стрелковой дивизии. Окончив формирование в Московском военном округе, дивизия 15 июля прибыла в состав 29-й армии Фронта резервных армий, в конце месяца передана в 34-ю армию на Северо-Западный фронт. Участвовал в боях под Старой Руссой, где в августе получил пулевое ранение в плечо.
После госпиталя в сентябре назначен командиром 929-го стрелкового полка 254-й стрелковой дивизии 11-й армии того же фронта. Получив задание по совершение рейда по немецким тылам, в течение 19 суток с полком выполнял его, но, оказавшись в безвыходной ситуации, вывел полк к своим. За это был обвинён в трусости и снят с командования. После разбирательства действия Н. Заиюльева были признаны правильными.
В феврале 1942 года его назначили помощником начальника оперативного отдела штаба 11-й армии, в марте перевели командиром 140-го стрелкового полка 182-й стрелковой дивизии. В ходе боёв под деревней Дворец севернее Старой Руссы в марте 1942 года его полк полностью уничтожил пехотный батальон испанской 250-й «Голубой дивизии». В апреле 1942 года назначен командиром 1276-го стрелкового полка 384-й стрелковой дивизии.
С 7 мая 1942 года — командир 55-й стрелковой дивизии, которая воевала в 11-й, 27-й, 13-й, 70-й, 61-й армиях на Северо-Западном фронте, с мая 1943 — на Центральном фронте и с октября 1943 — на Белорусском фронте. Дивизия полковника Н. Н. Заиюльева успешно действовала против немецкой Демянской группировки, участвовала в Демянской 1943-го года, Курской оборонительной, Орловской, Черниговско-Припятской и Гомельско-Речицкой наступательных операциях советских войск, в том числе в освобождении города Щорс (21 сентября 1943 года) Черниговской области Украинской ССР.
5 января 1944 года был отозван в распоряжение Военного Совета фронта, с мая учился на ускоренном курсе при Высшей военной академии имени К. Е. Ворошилова, который окончил в январе 1945 года. С 2 февраля 1945 года — командир 4-й стрелковой дивизией в 69-й армии на 1-м Белорусском фронте. Во главе дивизии участвовал в Висло-Одерской операции, в операции по удержанию и расширению плацдарма в районе Кюстрина, в Берлинской наступательной операции. За отличные действия в Берлинской операции дивизия была награждена орденом Суворова 2-й степени.

### После войны

Могила на Ваганьковском кладбище

После окончания войны занимал ответственные посты в Вооружённых Силах СССР. С июля 1945 года — заместитель командира 116-го стрелкового корпуса в 2-й ударной армии Группы советских оккупационных войск в Германии, с января 1946 года был командиром 35-й гвардейской стрелковой дивизии 8-й гвардейской армии там же, с октября 1946 — заместитель командира 11-й отдельной стрелковой бригады, с декабря 1947 — командир 30-й отдельной стрелковой бригады в Донском и Северо-Кавказском военных округах, с июля 1949 — командир 261-й стрелковой дивизии Закавказского военного округа. С января 1951 года — помощник командующего армией по боевой подготовке — начальник отдела боевой и физической подготовки штаба 39-й армии Забайкальского военного округа. С октября 1953 года генерал-майор Н. Н. Заиюльев — в запасе. Жил и работал в Москве.
Умер в Москве 25 сентября 1986 года. Похоронен на Ваганьковском кладбище (8 уч.).

## Воинские звания
- Старший лейтенант (20.12.1935)
- Капитан (20.01.1939)
- Майор (июль 1939 или 20.12.1939)
- Подполковник (27.12.1941)
- Полковник (11.07.1942)
- Генерал-майор (11.05.1949)

## Награды
- Медаль «Золотая Звезда» Героя Советского Союза (29.08.1939);
- Орден Ленина (29.08.1939);
- два ордена Красного Знамени (4.09.1943[8], 20.06.1949);
- Орден Суворова II степени (15.1.1944)[9];
- Орден Кутузова II степени (29.05.1945)[10];
- Орден Отечественной войны I степени (11.03.1985)[11];
- два ордена Красной Звезды (3.11.1944[12]);
- Медаль «В ознаменование 100-летия со дня рождения Владимира Ильича Ленина» (1970);
- Медаль «За победу над Германией в Великой Отечественной войне 1941—1945 гг.» (9 мая 1945[13]);
- Юбилейная медаль «Двадцать лет Победы в Великой Отечественной войне 1941—1945 гг.» (7 мая 1965[14]);
- Юбилейная медаль «Тридцать лет Победы в Великой Отечественной войне 1941—1945 гг.»[15];
- Медаль «Сорок лет Победы в Великой Отечественной войне 1941-1945 гг.»[16];
- Юбилейная медаль «50 лет Победы в Великой Отечественной войне 1941—1945 гг.»[17];
- Медаль «Ветеран Вооружённых Сил СССР»;
- Медаль «За освобождение Варшавы»;
- Медаль «30 лет Советской Армии и Флота».[18];
- Юбилейная медаль «40 лет Вооружённых Сил СССР»[19];
- Юбилейная медаль «50 лет Вооружённых Сил СССР» (26 декабря 1967[20]);
- Юбилейная медаль «60 лет Вооружённых Сил СССР» (28 января 1978[21]).

Иностранные награды:
- орден Красного Знамени (МНР, 1939)[22];
- Орден «За боевые заслуги» (МНР)
- Медаль «30 лет Халхин-Гольской Победы» (МНР, 15.08.1969)
- Медаль «50 лет Монгольской Народной Армии» (МНР, 15.03.1971)
- Медаль «50 лет Монгольской Народной Революции» (МНР, 16.12.1971)

## Память
- Имя Героя высечено золотыми буквами в зале Славы Центрального музея Великой Отечественной войны в Парке Победы города Москвы.
- На могиле Заиюльева Н.Н. установлен надгробный памятник.